# 金森隆志
金森 隆志（かなもり たかし、1981年3月2日 - ）は、日本のバスプロ。岡山県出身。株式会社レイドジャパン代表。通称カナモ。

## 概要・略歴
- 岸釣りガイド業を経て、岡山県岡山市にある釣具店「バグバグ」で店長をしていた過去がある。
- 1998年より株式会社メガバスから全面サポートを受ける
- 雑誌連載のほか、全国各地の釣具店でイベント・セミナー（不定期）を催している。
- 2008年6月メガバス株式会社より自身初考案のソフトルアー「TKツイスター」が発売される。
- 2008年9月バス釣り雑誌「Rod and Reel」9月号の企画で、読者投票による「好きなバスプロ」1位に輝く。
- 2011年1月 2010年を以てメガバスとの契約を解消し、レイドジャパンを立ち上げる

## 登場雑誌
- Rod and Reel（地球丸）
- ルアーマガジン（内外出版社）

## 作品

### VHS・DVD
アンダーカバーVol.1～３
- 岸道1～10（地球丸）
- 伊藤由樹×金森隆志　野池＆リバーでかバス捕獲指令（地球丸）
- アイリフィッシュDVD vol.1～2（地球丸）
- カナモスタイル　VOL.1～3(ワンワークス)
- カナモスタイル極　XERO・1st・2nd・3rd・4th(ワンワークス)
- BIG SHOT vol.1～6（内外出版社）

### 著書
- 岸釣りなんでも相談所（地球丸）ISBN 978-4860671860